# VV Bladella
Voetbalvereniging Bladella is een Nederlandse amateurvoetbalclub uit het Noord-Brabantse Bladel. Bladella speelt haar thuiswedstrijden op sportpark De Smagtenbocht.

## Geschiedenis
De club werd officieel opgericht op 10 augustus 1910. De officiële oprichting vond plaats na een actieve werving van leden in de plaatselijke krant. In de Zwartakkers vonden de eerste activiteiten van Bladella plaats. In de beginperiode werden er alleen maar vriendschappelijke wedstrijden gespeeld tegen diverse clubs waar de spelers met de fiets naartoe gingen. In 1925 werd de Kempische Voetbalbond opgericht waarbij Bladella zesmaal op rij kampioen werd.
Vanaf de jaren veertig werd er onder de vlag van de KNVB gevoetbald. De successen van Bladella groeiden voornamelijk begin jaren zestig als Bladella tweede klasse KNVB speelt. Hoogtepunt vormde de beslissingswedstrijd om het kampioenschap in 1964 als in Schijndel Bladella het opneemt tegen RKC uit Waalwijk. Bladella verloor deze legendarische wedstrijd met 1-0 en bleef daardoor in de tweede klasse KNVB. Langzaam trad vervolgens het verval in en uiteindelijk degradeerde de club in 1986 naar de tweede klasse afdeling Noord-Brabant.

### Laatste jaren
Vanaf dat moment werd er bij Bladella moeite gedaan de jeugdafdeling te verbeteren. Dit leverde al vrij snel resultaat op. Bladella promoveerde in tien jaar tijd viermaal met als hoogtepunt het behalen van het kampioenschap op Koninginnedag (1997) in Veldhoven tegen Rood-Wit waardoor promotie naar de tweede klasse KNVB werd afgedwongen. Na twee jaar weer derde klasse promoveerde Bladella in het seizoen 2004-2005 naar de tweede klasse via de nacompetitie. In het seizoen 2005-2006 verspeelde de ploeg op de laatste speeldag van de nacompetitie promotie naar de eerste klasse. In mei 2007 degradeerde Bladella naar de derde klasse door verlies van de beslissingswedstrijd voor degradatie tegen CHC/Orka uit 's-Hertogenbosch.
In het seizoen van 2009-2010 werd Bladella kampioen in de derde klasse D en promoveerde samen met de sportieve aartsrivaal Reusel Sport naar de tweede klasse F. Dit kampioensfeest was een mooi begin voor het vieren van het 100-jarig bestaan van de club. In het seizoen 2012-2013 degradeerde de club weer naar de derde klasse. De vereniging kwam in 2017 in het nieuws omdat het jonge clubleden had geroyeerd die te weinig loten hadden verkocht voor de clubkas. Later, na alle commotie, kwam het bestuur daarop terug.

## Erelijst
| Kampioenschappen          |    |                  |
| 3e klasse zondag          | 3× | 1960, 1997, 2010 |
| 4e klasse zondag          | 3× | 1942, 1943, 1959 |
| 1e klasse BVB zondag      | 1× | 1991             |
| Promotie via nacompetitie |    |                  |
| Promotie 2e klasse        | 3× | 1974, 2005, 2018 |
| Promotie 3e klasse        | 2× | 1944, 1980, 1993 |

## Competitieresultaten 1941–2018
| 2 4G |

| 1 4I |

| 1 4H |

| 3 4H |

|  |

| 2 3C |

| 8 3A |

| 4 3A |

| 7 3A |

| 6 3A |

| 2 3B |

| 7 3B |

| 6 3A |

| 3 3A |

| 9 3A |

| 4 3A |

| 9 3A |

| 12 3A |

| 1 4D |

| 1 3B |

| 8 2A |

| 6 2A |

| 4 2A |

| 2 2A |

| 9 2A |

| 12 2A |

| 7 3A |

| 2 3A |

| 2 3A |

| 2 3A |

| 3 3A |

| 7 3A |

| 5 3A |

| 2 3A |

| 10 2A |

| 11 2A |

| 4 3A |

| 12 3A |

| 6 4D |

| 7 4D |

| 8 3D |

| 7 4D |

| 9 4D |

| 11 4D |

| 3 1B |

| 9 1B |

| 10 1B |

| 11 1B |

| 11 1B |

| 6 1B |

| 1 1B |

| 2 4E |

| 2 4E |

| 4 3A |

| 8 3A |

| 4 3A |

| 1 3D |

| 7 2F |

| 8 2F |

| 7 2F |

| 4 2F |

| 7 2F |

| 12 2F |

| 6 3D |

| 2 3D |

| 5 2F |

| 10 2F |

| 8 3D |

| 2 3D |

| 1 3D |

| 7 2F |

| 9 2F |

| 14 2F |

| 3 3D |

| 9 3D |

| 8 3D |

| 4 3D |

| 4 3D |

| 12 2F |

| Tweede klasse | Derde klasse | Vierde klasse | Eerste klasse BVB |

In elke staaf van de grafiek staat van boven naar beneden vermeld: 
- Eindnotering

Dit is de positie die de club heeft bereikt in de competitie, zonder eventuele beslissings-, play-off- of nacompetitiewedstrijden die nodig zijn geweest om bijvoorbeeld de kampioen van de competitie te bepalen.
Indien een * achter het getal staat is de notering een tussenstand en kan het zijn dat de notering niet overeenkomt met de uiteindelijke eindstand van de competitie.
Staat er een - dan is het seizoen nog bezig en is er geen definitieve uitslag bekend.
Staat er xx op de positie van de notering, dan heeft de club vroegtijdig de competitie verlaten. Dit kan onder andere komen door terugtrekking van het team, faillissement van de club of door een uitgedeelde straf van de KNVB. In veel gevallen staat elders in het artikel de reden vermeld.
Staat er een ? dan is het resultaat uit het verleden onbekend, en is alleen de competitie of het niveau bekend van dat seizoen.
In de seizoenen 2019/20 en 2020/21 werd wegens de coronacrisis het amateurvoetbal afgebroken. Daardoor kennen deze staven geen eindklassering (middels -- weergegeven).
- Competitieniveau en afdelingsletter of Officiële eindstand Eredivisie
  - Competitieniveau en afdelingsletter

Hierbij geeft het getal het niveau weer, dat ook terug te vinden is in de legenda. De letter is de afdelingsaanduiding en wordt gebruikt wanneer er meer afdelingen zijn op hetzelfde niveau. De afdelingsletter is altijd een hoofdletter en wordt meestal zonder nummer gebruikt.
Voorbeeld: 2F is niveau 2e klasse competitie F.
Het competitieniveau en nummer wordt niet vermeld wanneer er slechts één competitie van dit niveau was.
  - Officiële eindstand Eredivisie (getal staat tussen haakjes vermeld)

Sinds de introductie van play-offwedstrijden voor Europees voetbal na afloop van de reguliere competitie in 2005/06, is de KNVB verplicht een eindstand van de Eredivisie door te geven aan de UEFA aan de hand van deze play-offwedstrijden.
Bij deze eindstand staan clubs die zich hebben gekwalificeerd voor Europees voetbal hoger dan clubs die zich niet wisten te kwalificeren. Indien er geen verschil was tussen de eindnotering en de officiële eindstand, staat dit getal niet vermeld.

- Onderafdeling

Hier staat afgekort de naam van de onderafdeling indien de club in dat jaar in een onderafdeling uitkwam. Tevens staat deze afkorting in de legenda en wordt gelinkt naar het artikel over deze onderafdeling. Deze afkorting wordt alleen vermeld wanneer de club in het verleden in verschillende onderafdelingen heeft gespeeld. Deze vermelding is in de staaf altijd in kleine letters. Deze onderafdelingen zijn na het seizoen 1995/96 afgeschaft. Heeft de club in slechts één onderafdeling gespeeld, dan is dit alleen terug te vinden in de legenda.
Onder de staaf staat het jaartal vermeld waarin het seizoen is afgesloten. 15 verwijst naar het seizoen 2014/15 of eventueel het seizoen 1914/15.
Wanneer een staaf leeg is, zijn deze gegevens niet bekend. Het kan ook zijn dat de club dat seizoen niet heeft meegespeeld op het hogere amateurniveau, vroegtijdig de competitie heeft verlaten of uit de competitie is gezet.

In het seizoen 1944/45 was er wegens de Tweede Wereldoorlog geen regulier competitievoetbal.

## Bekende (oud)spelers
- Roy Beerens
- Paul Dijkmans
- Koen van Steensel